# 钱元瞿
钱元(王瞿)（887年—924年），杭州錢塘（今浙江杭州）人，是五代十國的吳越國武肃王钱镠的第八子，本名钱传(王瞿)，母亲济南夫人童氏。
他生于唐僖宗光启三年十二月十八，性情仁厚，明敏好学，镇守越州亲民得体，任镇东军亲巡都指挥、土客诸军安抚使、光禄大夫、窦州刺史，金吾卫大将军、员外置同正员、检校司空，改明州刺史。封余姚侯，在东府越州，喜欢种植牡丹，人称花精。宝大元年去世，年三十岁（与《钱氏家乘》不符，疑误）。娶杜建徽女，生子钱仁俊。